# NGC 7016
NGC 7016 este o brightest cluster galaxy⁠(d) situată în constelația Capricornul. A fost descoperită în 8 iulie 1885 de către Francis Leavenworth. Se află la o distanță de 153,46 de megaparseci de Pământ.